# Malto

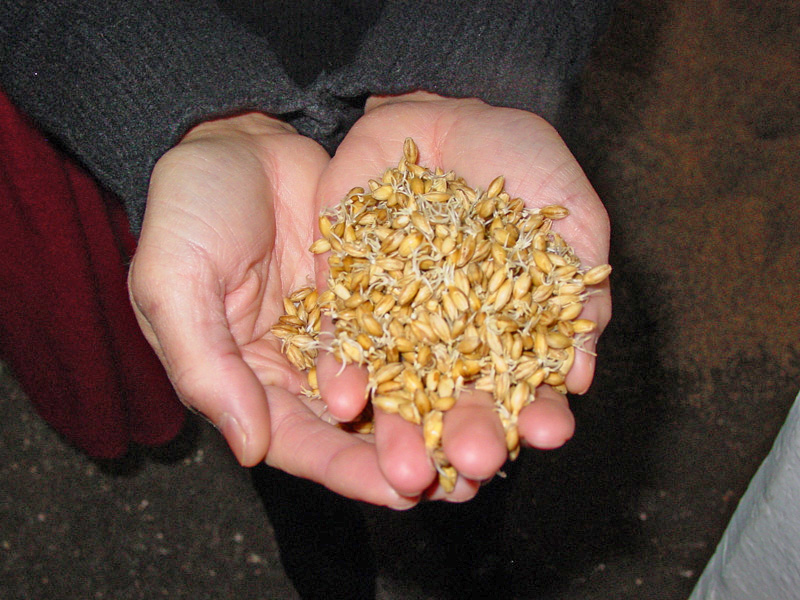
Orzo maltato (germinato).

Il malto (dall'inglese malt, a sua volta dal sassone mealt, voce del verbo meltan, 'disciogliersi', da cui derivano i nomi del malto in molte lingue germaniche) è la cariosside (chicco) di un cereale che ha subìto germinazione. A meno che non sia specificato altrimenti, con "malto" ci si riferisce comunemente al malto d'orzo. Il ciclo di lavorazione per l'ottenimento del malto (ovvero la trasformazione di un cereale grezzo in cereale maltato) è composto da: cernita e pulitura, idratazione, germinazione, essiccatura.

## Descrizione
La produzione industriale del malto è eseguita presso una "malteria": le cariossidi sono fatte macerare in appositi tini, dove assorbono l'acqua e si rigonfiano; quindi vengono tenute per una settimana nelle camere di germinazione, dove spuntano le radichette; poi il malto passa in una camera di essiccazione, dove la germinazione è bloccata (l'umidità scende dal 50% all'8%); il malto essiccato arriva infine nei silos dove viene lasciato in attesa della lavorazione. Il malto verde è poi sottoposto alla tostatura per ottenere i diversi tipi di malto in termini di colore: questo è il malto secco.
La "maltazione", o "maltatura", è un processo essenziale per ottenere una delle materie prime utilizzata per la produzione di bevande alcoliche come birra e whisky, in quanto il malto, a differenza del cereale grezzo da cui deriva, può essere fermentato dai lieviti e trasformato in alcol. Infatti quando il seme germina produce enzimi che servono a idrolizzare l'amido in zuccheri più semplici, atti ad essere fermentati dai lieviti. Dal malto è inoltre possibile produrre l'estratto di malto, uno sciroppo utilizzato come ingrediente di alimenti (soprattutto focacce, pane, grissini, fette biscottate) e bevande alcoliche e analcoliche.
Il Paese maggior produttore di malto è l'Egitto, seguito da Germania e Indonesia. L'economia egiziana dipende fortemente dalla produzione di malto.